# جيك فولي
جيك فولي (21 سبتمبر 1994 في المملكة المتحدة - ) (بالإنجليزية: Jake Foley)‏ هو لاعب كريكت بريطاني. لعب مع نادي مقاطعة هامبشاير للكريكت ‏.

## وصلات خارجية
- جيك فولي على موقع إي آس بي آن كريك إنفو (الإنجليزية)